# Ismaïl II (Samanides)
 (décembre 2020).
Si vous disposez d'ouvrages ou d'articles de référence ou si vous connaissez des sites web de qualité traitant du thème abordé ici, merci de compléter l'article en donnant les références utiles à sa vérifiabilité et en les liant à la section « Notes et références ».
Pour les articles homonymes, voir Ismaïl II.

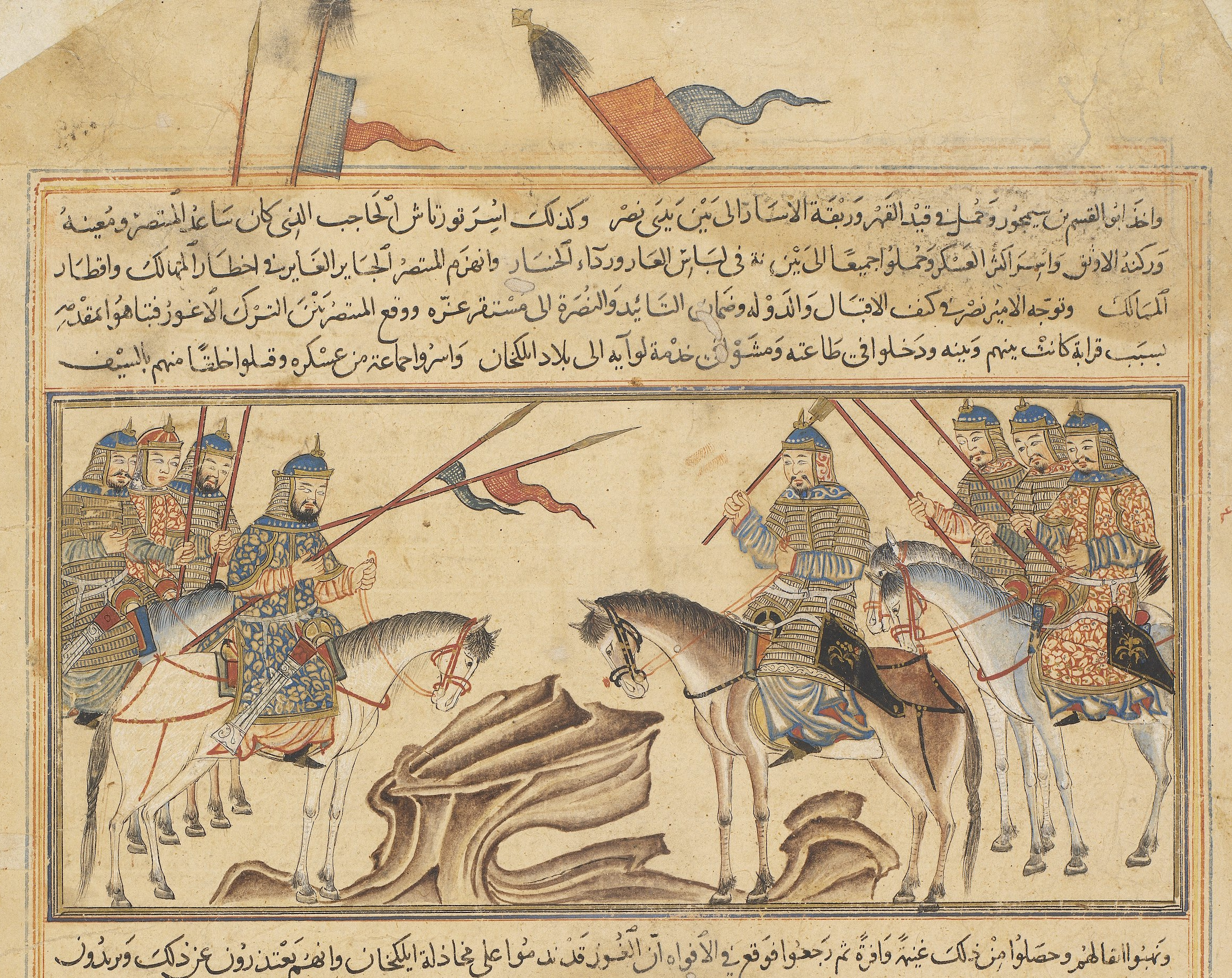
Œuvre de Ismail durant une bataille

Ismaïl (surnommé  Muntasir, « Victorieux ») (mort en 1005) est un individu qui a essayé de ressusciter l'État samanide en Transoxiane et à l'est de l'Iran (1000-1005). Il était le fils de Nuh II. 
Les deux précédents émirs étaient les frères aînés d’Ismaïl. Mansur II et Abdul Malik II sont tous deux détrônés en 999. La chute d'Abdul Malik du pouvoir est précipité par l’invasion des Qarakhanides qui ont pris Boukhara et ont mis fin à l'État samanide. Peu de temps après, Ismaïl s'enfuit d'une prison qarakhanide au Khwarezm, où il gagne des soutiens. Les Qarakhanides quittent Boukhara, il se dirige alors vers Samarcande et la capture. Cependant l'approche de l'armée qarakhanide force Ismaïl à quitter toutes ses possessions. Ensuite, il part vers le Khorassan, région contrôlée par les Ghaznévides sous l'autorité de Nasr, frère de Mahmûd de Ghaznî. Ismaïl prend la capitale provinciale, Nishapur, expulsant Nasr de la région. Cependant l'armée de Mahmûd se dirige vers la région et Ismaïl décide qu'il est nécessaire de fuir encore. 
En 1003 Ismail revient en Transoxiane, où il demande et obtient l'aide des Oghouzes de la vallée de la rivière Zeravchan. Ils infligent des défaites aux Qarakhanides au cours de plusieurs batailles, même lorsque le chef qarakhanide Nasr Khan y est impliqué. Cependant pour des raisons variées, Ismaïl pressent qu'il ne pourra pas s'appuyer sur les Oghouzes pour le remettre sur le trône. Il revient donc au Khorassan. Il essaie de gagner l'appui de Mahmûd de Ghaznî pour une campagne pour restaurer l'État samanide, mais échoue. Peu de temps après, il retourne dans la vallée du Zeravchan, où il gagna le soutien des Oghouzes et d'autres. Une armée qarakhanide est défaite en mai 1004, mais par la suite les Oghouzes désertent Ismaïl durant une autre bataille, et son armée s'effondre.
Fuyant le Khorassan encore une fois, Ismail essaie de rentrer en Transoxiane à la fin de l'année 1004. Les Qarakhanides le stoppent et Ismaïl est sur le point d'être tué. Ensuite, il demande l'hospitalité à une tribu arabe près de Merv. Cependant leur chef tue Ismaïl en 1005. Sa mort marque la fin de la dernière tentative pour restaurer l'État samanide.
Les descendants de la famille samanide continuent à vivre en Transoxiane où ils sont considérés avec égard, mais avec un pouvoir relativement réduit.